# Československá hokejová reprezentace v sezóně 1934/1935
Československá hokejová reprezentace v sezóně 1934/1935 sehrála celkem 11 zápasů.

## Přehled mezistátních zápasů
| Pořadí | Datum             | Soupeř         | Výsledek                              | Soutěž                 | Místo utkání |
| ------ | ----------------- | -------------- | ------------------------------------- | ---------------------- | ------------ |
| 89.    | 21. prosince 1934 | Kanada         | 0:7 (0:1, 0:2, 0:4)                   | přátelsky              | Praha        |
| 90.    | 19. ledna 1935    | Rakousko       | 2:1 (0:0, 1:1, 1:0)                   | Mistrovství světa 1935 | Davos        |
| 91.    | 20. ledna 1935    | Rumunsko       | 4:2 (2:1, 0:1, 2:0)                   | Mistrovství světa 1935 | Davos        |
| 92.    | 21. ledna 1935    | Belgie         | 22:0 (7:0, 7:0, 8:0)                  | Mistrovství světa 1935 | Davos        |
| 93.    | 22. ledna 1935    | Itálie         | 5:1pp (0:0, 1:0, 0:1 – 4:0)           | Mistrovství světa 1935 | Davos        |
| 94.    | 23. ledna 1935    | Švédsko        | 2:1pp (1:0, 0:0, 0:1 – 1:0)           | Mistrovství světa 1935 | Davos        |
| 95.    | 24. ledna 1935    | Kanada         | 1:2 (0:0, 0:1, 1:1)                   | Mistrovství světa 1935 | Davos        |
| 96.    | 26. ledna 1935    | Švýcarsko      | 0:4 (0:1, 0:0, 0:3)                   | Mistrovství světa 1935 | Davos        |
| 97.    | 27. ledna 1935    | Velká Británie | 1:2pp (0:0, 1:0, 0:1 – 0:0, 0:0, 0:1) | Mistrovství světa 1935 | Davos        |

## Bilance sezóny 1934/35
| Soupeř         | Zápasy | Výhry | Remízy | Prohry | Skóre |
| -------------- | ------ | ----- | ------ | ------ | ----- |
| Belgie         | 1      | 1     | 0      | 0      | 22:0  |
| Itálie         | 1      | 1     | 0      | 0      | 5:1   |
| Kanada         | 2      | 0     | 0      | 2      | 1:9   |
| Rakousko       | 1      | 1     | 0      | 0      | 2:1   |
| Rumunsko       | 1      | 1     | 0      | 0      | 4:2   |
| Švédsko        | 1      | 1     | 0      | 0      | 2:1   |
| Švýcarsko      | 1      | 0     | 0      | 1      | 0:4   |
| Velká Británie | 1      | 0     | 0      | 1      | 1:2   |
| Celkem         | 10     | 6     | 0      | 4      | 41:23 |

## Další zápasy reprezentace
| Datum             | Soupeř            | Výsledek            | Soutěž    | Místo utkání |
| 17. prosince 1934 | Oxford University | 2:1 (0:0, 0:0, 2:1) | přátelsky | Praha        |
| 2. března 1935    | Francie           | 4:3 (2:0, 0:1, 2:2) | přátelsky | Praha        |

## Přátelské mezistátní zápasy
Československo –  Kanada (Winnipeg Monarchs) 0:7 (0:1, 0:2, 0:4)
21. prosince 1934 – Praha

Branky Kanady (Winnipeg Monarchs): 11. Norman Rivers, 23. Norm Yellowlees, 30. Norman Rivers, 38. Albert Lemay, 40. Norm Yellowlees, 42. Archie Craighton, 44. Albert Lemay.

Rozhodčí: Zdeněk Rektořík (TCH), Vilém Fröhlich (TCH)

Vyloučení: 0:0
ČSR: Jan Peka – Alois Krause, Jan Košek (30. Jan Michálek) – Jiří Tožička, Josef Maleček, Oldřich Kučera – Alois Cetkovský (30. Ladislav Troják), Jan Michálek, Tomáš Švihovec.
Kanada: Art Rice-Jones – Cameron Shewan, Roy Hinkel – Albert Lemay, Anthony Lemay, Archie Craighton – Norman Rivers, Norm Yellowlees, Victor Linquist.

## Další zápasy reprezentace
Československo –  Oxford University 2:1  (0:0, 0:0, 2:1)
17. prosince 1934 – Praha

Branky Československa: 1:0 32. Jan Michálek, 2:0 33. Josef Maleček,

Branka Oxford University: 2:1 33. Nadeau.

Rozhodčí: Jaroslav Řezáč (TCH), Rada (TCH)
ČSR: Jan Peka – Josef Maleček, Jaroslav Pušbauer - Alois Cetkovský, Jiří Tožička, Jan Michálek - Ladislav Troják, Zdeněk Jirotka, Jaroslav Císař.
Oxford University: Hopkins - Eddie McCourt, Andrew - Eberts, Nadeau, John Babbitt - Fenerty, Cowan, Wiliams.
 Československo –  Francie 4:3 (2:0, 0:1, 2:2)
2. března 1935 – Praha

Branky Československa: 2. Josef Maleček, 5. Oldřich Kučera, 31. Oldřich Kučera, 45. Oldřich Kučera.

Branky Francie: 16. Peté Besson, 35. Pierre Claret, 42. Jean-Pierre Hagnauer.

Rozhodčí: Vilém Fröhlich, Jan Krásl (TCH)

Vyloučení: 1:1
ČSR: Jan Peka – Karel Hromádka, Jaroslav Pušbauer – Jiří Tožička, Josef Maleček, Oldřich Kučera – Jaroslav Císař, Vladimír Brant, Ladislav Troják.
Francie: Gaby Chagnet – Dollard Belhumeur, Katz – François Cadorette, Paul Gagnon, Peté Besson – Jean-Pierre Hagnauer, Pierre Claret.